# Nostra Signora della Guardia

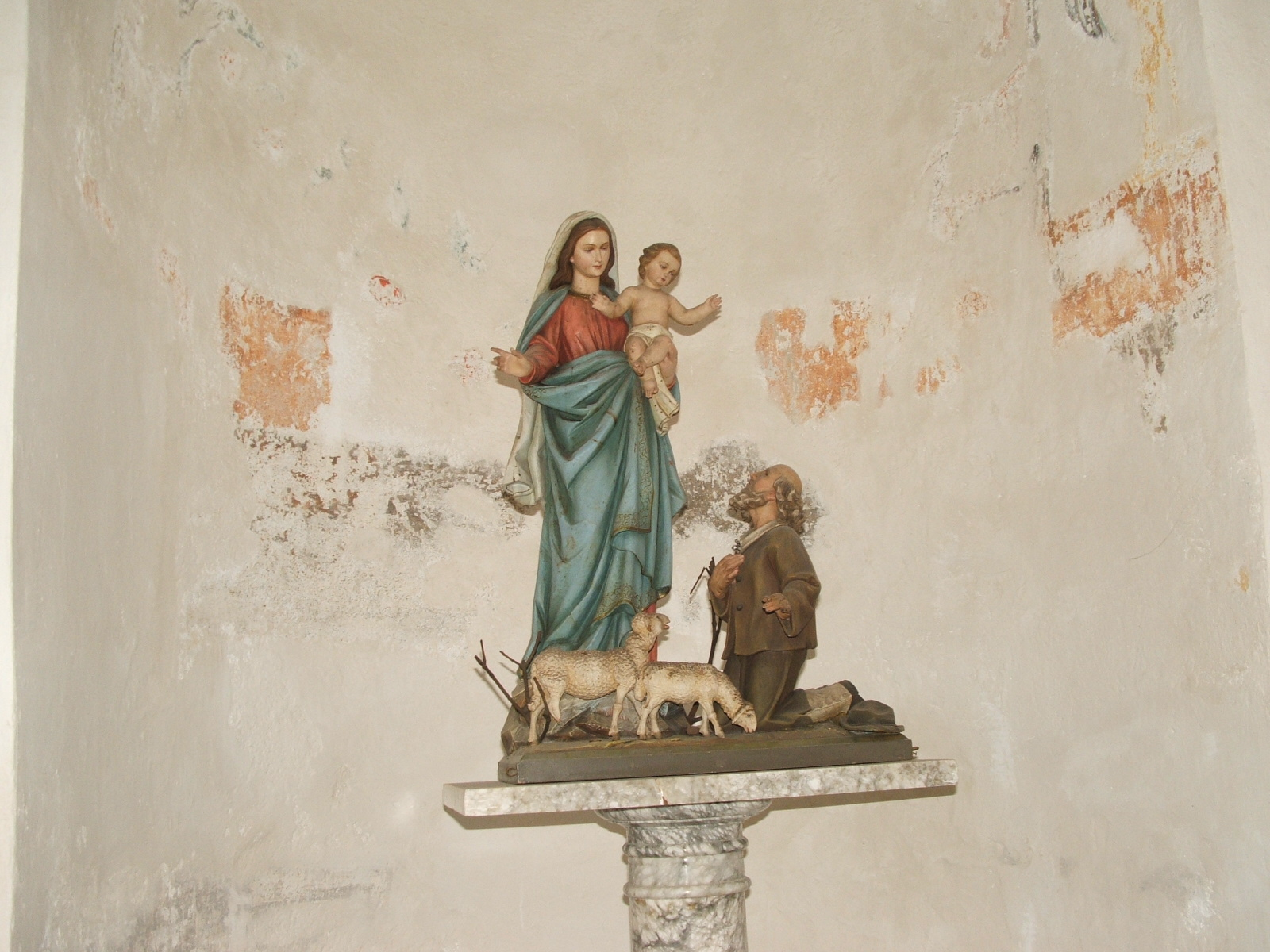
Iconografia classica dell'Apparizione al pastore Pareto custodita nell'Abbazia di San Fruttuoso, a Camogli, in Liguria

Tra i vari titoli con cui la Chiesa cattolica venera Maria, madre di Gesù, quello di Nostra Signora della Guardia è legato all'omonimo santuario edificato sulla cima del monte Figogna, nei dintorni di Genova.

## Storia della devozione
La devozione alla Madonna della Guardia ha inizio alla fine del XV secolo, in seguito all'apparizione a cui Benedetto Pareto avrebbe assistito nel 1490, e rimane per lungo tempo una devozione propria dei fedeli della Val Polcevera, estendendosi a poco a poco a tutto il ponente genovese (da Sestri Ponente, dove esiste il santuario della Madonna del monte Gazzo, a Pegli).

## L'apparizione

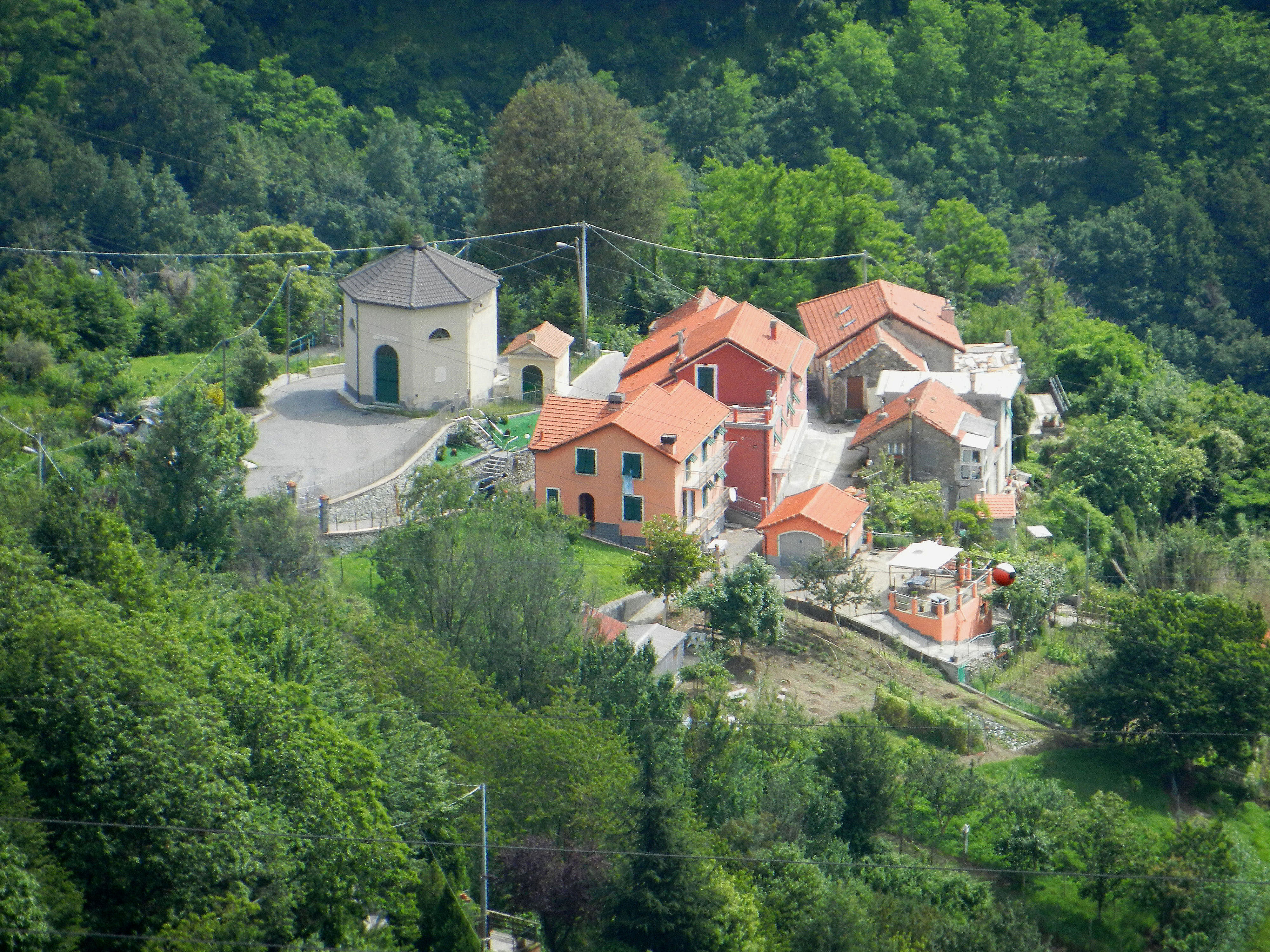
Il borgo di Pareti, alle pendici del monte Figogna, con la cappella della seconda apparizione della Madonna della Guardia a Benedetto Pareto.

L'evento miracoloso ebbe come protagonista Benedetto Pareto, un contadino della zona. Il cognome Pareto è relativo ad una serie di località rurali; nel caso era riferito a un nucleo di famiglie che abitavano in una frazione della parrocchia di Livellato, detta Pareti, in dialetto Parei o Paej, da cui presero il cognome. Benedetto Pareto era sposato, e aveva due figli, Pasquale e Bartolomeo, che avrebbero poi eretto il primo santuario.
Il primo resoconto del miracolo risale al 1530, ed è costituito da una Memoria del santuario che, composta in tali anni, intende provare la veridicità dei fatti. In essa viene narrata la storia del presunto miracolo, basandosi sul racconto di tre testimoni - Nicheroso Parodi di Cesino, Bartolomeo Piccaluga di Morego, Francollo Verardo di Livellato - tutti all'epoca di età tra gli 85 e i 90 anni, i quali riferiscono di avere conosciuto di persona Benedetto Pareto e di conoscere con esattezza lo svolgersi dei fatti.
La cima del monte Figogna era una comunaglia, cioè terreno lasciato liberamente ai contadini delle comunità che potevano qui venire a fare il fieno, tagliare legna, ecc. Secondo il racconto dei testimoni, nel 1490 Benedetto Pareto era sul Monte Figogna intento al lavoro, tagliando il fieno. Verso le 10 del mattino, mentre attendeva che la moglie gli portasse il pranzo - nella Val Polcevera di allora i contadini mangiavano a quell'ora -, vide una signora maestosa, dal viso bellissimo, i modi dolcissimi e l'aspetto splendido, che gli disse di essere la regina del cielo, precisando per rassicurarlo di essere Maria, la madre di Gesù, indicandogli poi il punto del monte dove costruire una cappella a lei dedicata. Poiché Pareto era povero, ella gli aveva promesso l'aiuto necessario.
Pareto raccontò il fatto alla moglie quando questa arrivò con il pranzo; la donna subito lo derise credendolo impazzito, e il contadino si dimenticò dell'apparizione. Ma il giorno dopo, salito su un fico per mangiarne i frutti, a causa della rottura di un ramo cadde, restando in fin di vita. Sempre secondo le testimonianze, aveva appena ricevuto i sacramenti quando ebbe una seconda apparizione della Madonna, che gli rinnovò la richiesta di costruire la cappella, facendolo guarire improvvisamente. La guarigione convinse i presenti a credergli, e con l'aiuto di volontari iniziò la costruzione della cappella.

### Il primo santuario
Benedetto Pareto riuscì quindi a far costruire una piccola cappella che divenne un centro di culto per tutta la Val Polcevera, sino alla zona di Genova. Un documento del 1507, del parroco di San Bartolomeo di Livellato, Giacomo Grandi, cita questa prima cappella associata alla sua parrocchiale.
L'esigenza cultuale condusse a un primo ingrandimento della struttura. La Memoria del 1530 parla in proposito della Chiesa grandissima edificata nel 1528-1530, che corrisponde alla chiesa poi demolita per realizzare l'attuale "Ospizio" al principio del Novecento. La costruzione, sempre da questa fonte, viene attribuita alle offerte del nobile locale Bartolomeo Ghersi, che aveva guadagnato al lotto molto denaro, con il quale fece costruire una nuova chiesa in un pianoro poco distante dal luogo della prima apparizione. L'episodio è confermato da una lapide murata presso il santuario, il cui testo così riferisce:
In questo periodo la chiesa inizia a essere arricchita di marmi, bassorilievi e statue, di cui alcuni tuttora presenti, come l'altare maggiore della vecchia chiesa che si trova nell'attuale sacrestia.
Dopo la "Memoria del Principio" del 1530, appare un'altra testimonianza scritta: Lazzaro Parodi fu Corrado di Ceranesi e Stefano Parodi fu Pasquale di Torbi, nati entrambi nel 1530-1534 circa, rilasciano nel 1604 una deposizione con giuramento davanti al notaio Mongiardino, nella quale riferiscono di avere per molti anni conosciuto e frequentato il figlio di Benedetto Pareto, Pasquale, il quale, alla morte del padre, si era occupato del santuario, tenendone le chiavi e provvedendo alla manutenzione (Stefano Parodi asserisce aver lavorato sotto di lui come muratore, come prima suo padre). I due testimoni inoltre riferiscono essere il culto noto in tutta la Val Polcevera. Parlano dell'apparizione, successivamente all'anonimo relatore della memoria del 1530, gli storici genovesi padre Agostino Schiaffino (prima metà del Seicento), Giuliano Giancardi (1652), padre Aurelio Richeri (1732) e Giacomo Giacardi (1732).
Dopo l'ampliamento della chiesa era stata necessaria l'istituzione di una Masseria, di cui parla appunto la Memoria del 1530. La nomina di amministratori però non aveva escluso dalle loro funzioni i Pareto, soprattutto Pasquale, figlio di Benedetto, che continuarono a dirigere direttamente l'attività del santuario e che più volte vennero eletti massari: tali appaiono così nel 1594 Giovanni Pareto, nipote di Benedetto, e nel 1596 suo fratello Cipriano Pareto. I Pareto però non potevano chiedere il Giuspatronato, essendo stata la Grande Chiesa del 1530 eretta con i denari di altri. Tale pretesa venne accampata nel 1610 da Giovanni Pareto, ma nonostante le sue proteste non venne accolta.

### Eventi di culto
La liturgia nel santuario spettò al parroco di Livellato sino al 1530; con la nuova chiesa si nominò un cappellano fisso, dipendente dal parroco. Era però chiusa nel periodo invernale. Il primo cappellano fu un certo Francesco, citato dai documenti della masseria verso la metà del XVI secolo.
Tra le devozioni qui celebrate acquistò importanza il culto del Rosario, in nome del quale nel 1598 venne istituita la Compagnia dell'Altare del Rosario. Il culto di Nostra Signora della Guardia venne apprezzato dal visitatore apostolico monsignor Bossio, che nel 1582 visitò tutte le chiese dell'arcidiocesi genovese.
Numerose sarebbero le grazie qui ottenute: tra queste si ricorda quella a fra Giuseppe Maria Simbelli, converso dei Padri Trinitari di Santa Maria della Mercede, della parrocchia di San Benedetto di Fassolo (San Benedetto al Porto), il quale, sofferente di etisia, il 26 luglio 1727 si fece portare al santuario: la sua guarigione fu dichiarata miracolosa con decreto del 17 giugno 1728 dal vicario generale arcivescovile monsignor Giuseppe M. Bolina.
Indulgenze e privilegi furono concessi al santuario dall'arcivescovo Nicolò Maria de' Franchi (1727), da papa Clemente XIV (1773) e da papa Pio VI (1797). Il santuario era meta di pellegrinaggi da quasi tutte le parrocchie del circondario.
Un importante pellegrinaggio si svolse il 21 luglio 1871, in occasione del Giubileo Pontificale di Pio IX. Ad esso seguì quello del 16 giugno 1876, in occasione del trentesimo anno di pontificato di Pio IX. Il 7 luglio 1876 si recò in visita al santuario l'arcivescovo di Genova monsignor Salvatore Magnasco, che vi tornò il 23 agosto 1887. In occasione di queste due visite iniziarono i lavori di ristrutturazione del santuario nelle forme attuali. Ultima visita pastorale dell'Ottocento fu quella del 4 ottobre 1897, da parte dell'arcivescovo di Genova monsignor Tommaso Reggio.
Nostra Signora della Guardia (spesso indicato come N.S. della Guardia) divenne una devozione genovese per iniziativa personale di papa Benedetto XV, genovese, il quale elevò il santuario al titolo di basilica minore. Lo stesso papa nel 1917 fece costruire nei giardini vaticani un'edicola, in cui fece porre la statua mariana regalatagli dai genovesi. Nel 1990 l'arcivescovo Giovanni Canestri pose sotto l'auspicio della Madonna della Guardia la missione diocesana che si sarebbe aperta due anni dopo, cioè nel 1992, nel barrio del Guaricano, a Santo Domingo, nella Repubblica Dominicana.
Vi sono santuari dedicati a Nostra Signora della Guardia in Liguria, nel resto dell'Italia e in altre parti del mondo:
- a Gavi, in provincia di Alessandria, ma della Diocesi di Genova Santuario di Nostra Signora della Guardia di Gavi
- a Tortona (provincia di Alessandria)
- a Velva (frazione di Castiglione Chiavarese, nella città metropolitana di Genova)
- a San Giovanni Incarico (provincia di Frosinone)
- a Marsiglia
- in Argentina
- in Africa

La festa liturgica di N.S. della Guardia si celebra il 29 agosto.

## Galleria d'immagini

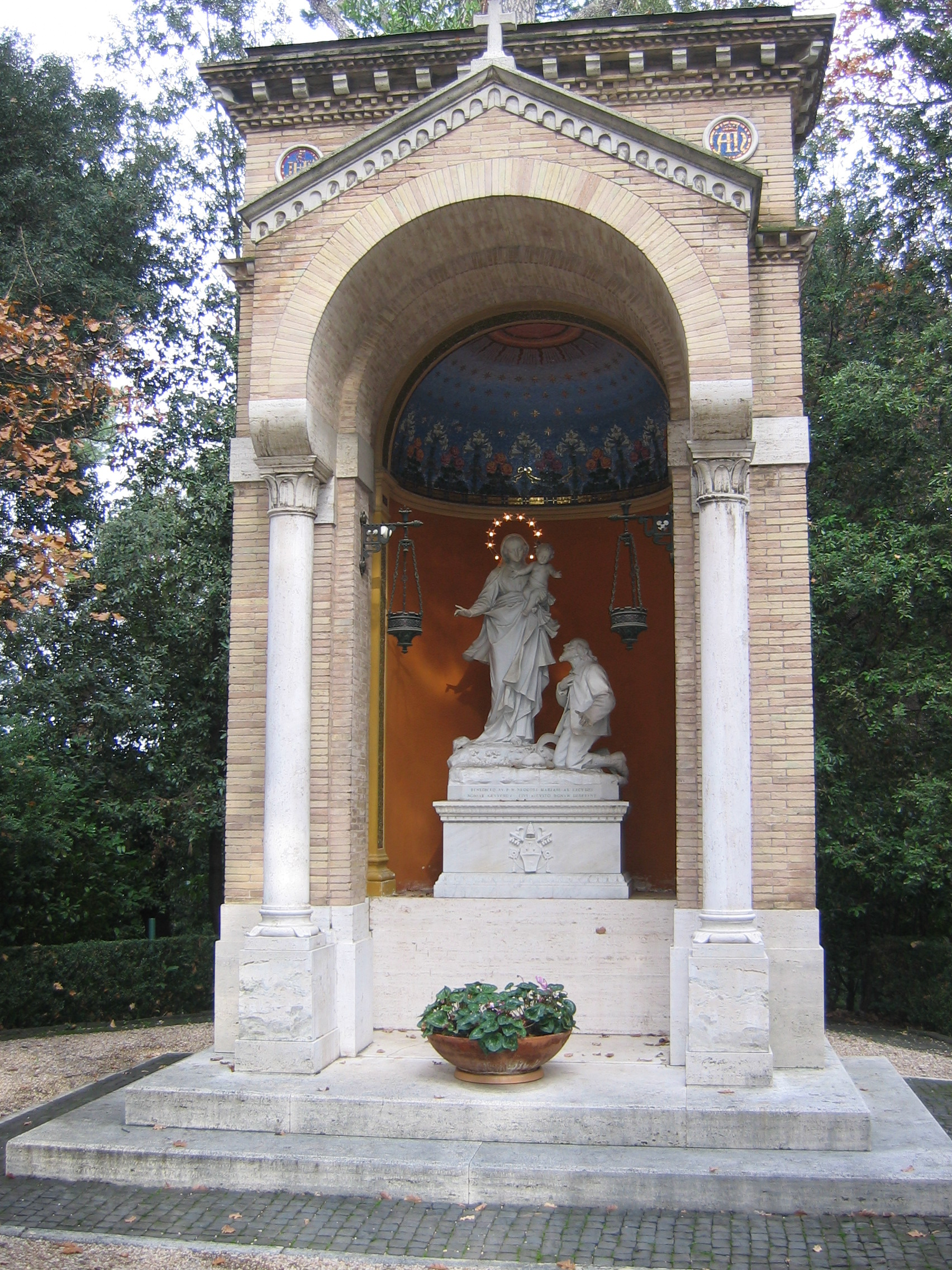
Edicola della Madonna della Guardia dei Giardini Vaticani
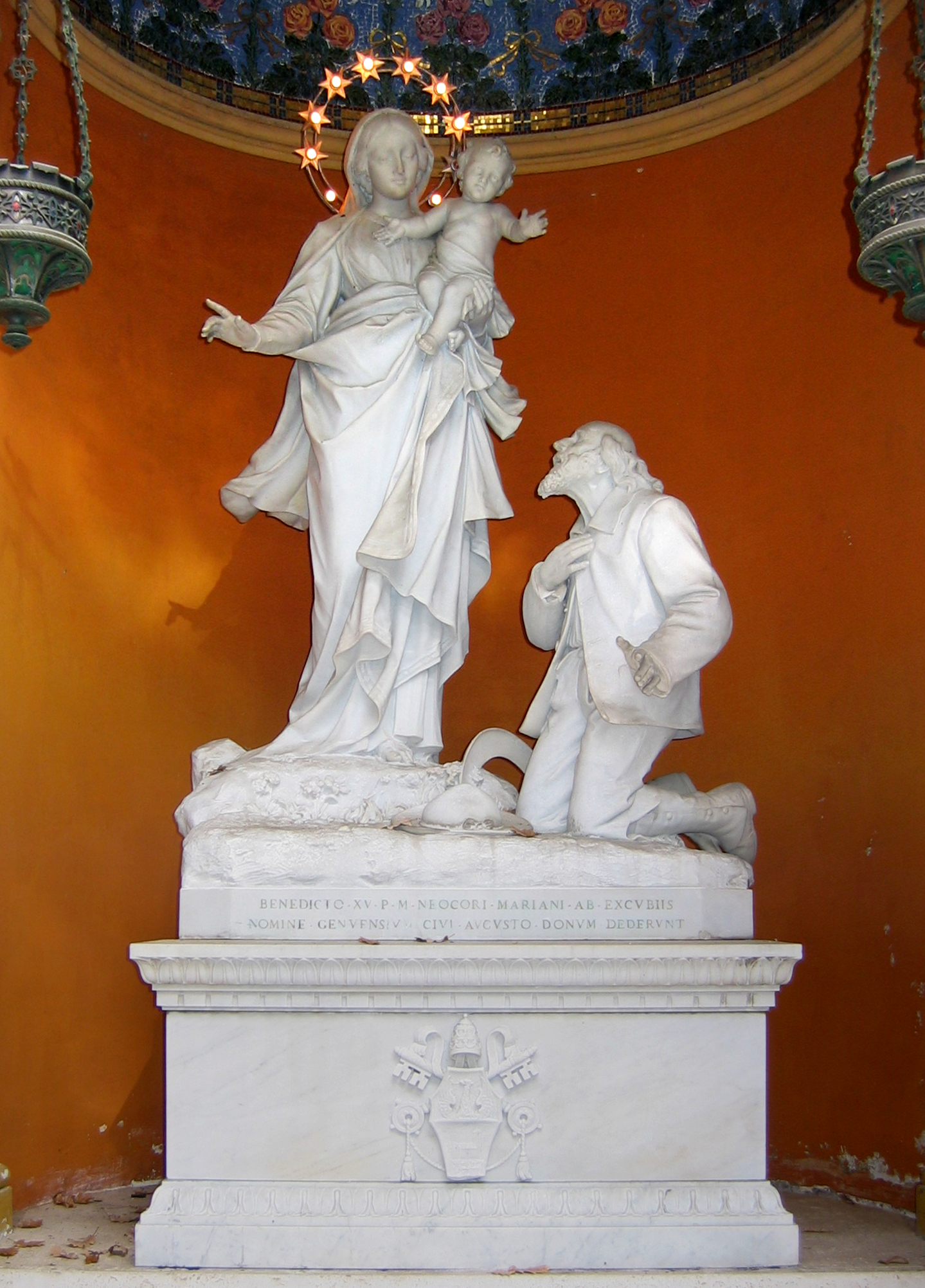
Statua della Madonna della Guardia dei Giardini Vaticani
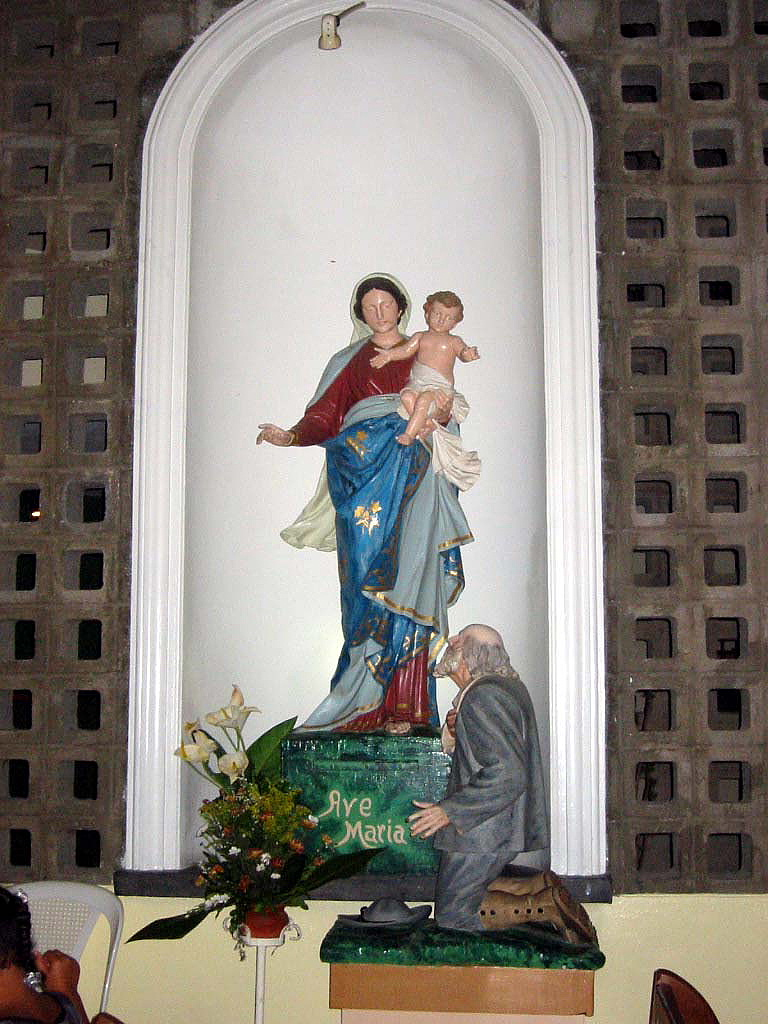
Statua della Madonna della Guardia della missione dell'arcidiocesi di Genova in Guaricano
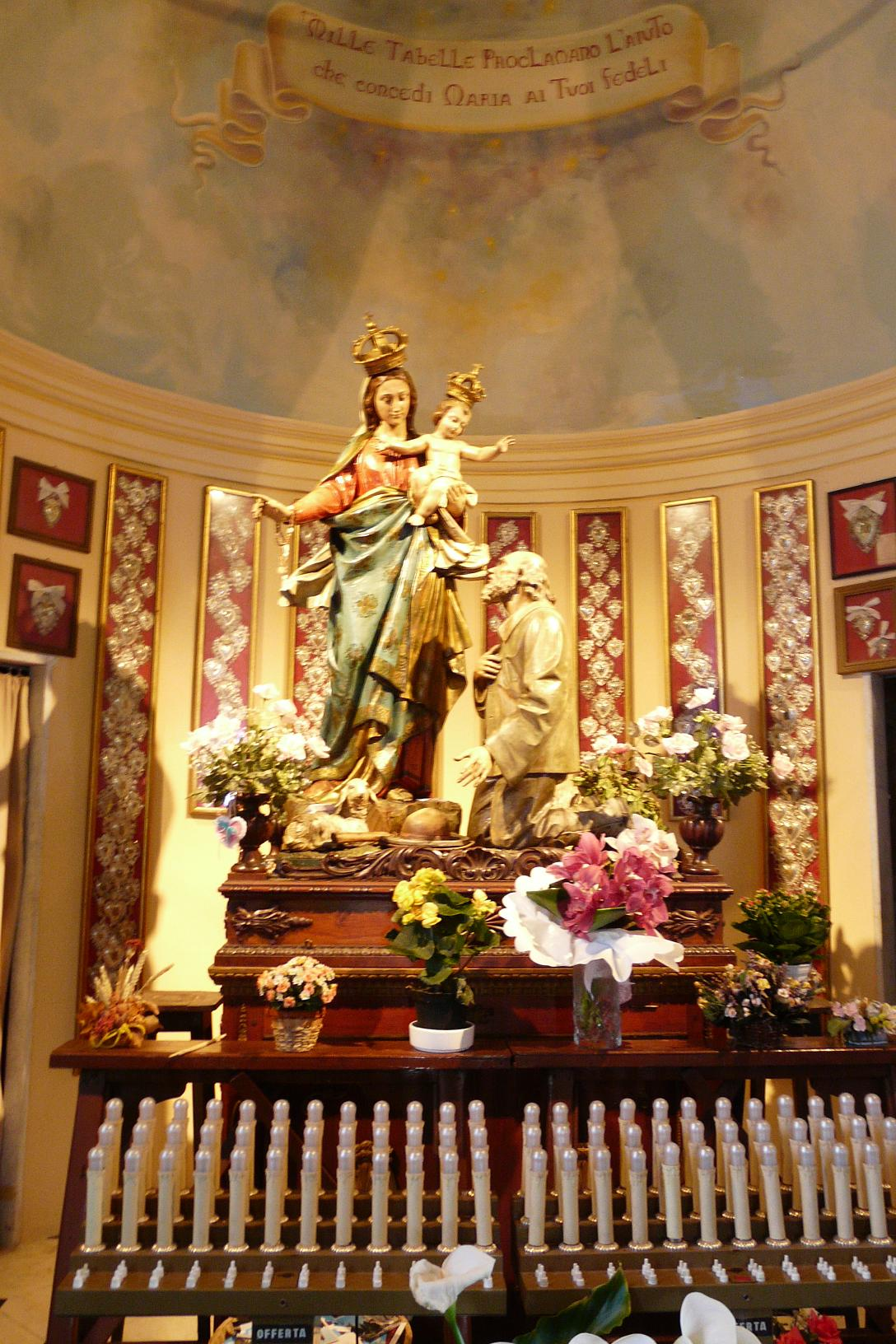
Statua della Madonna della Guardia nel santuario della Guardia di Alassio
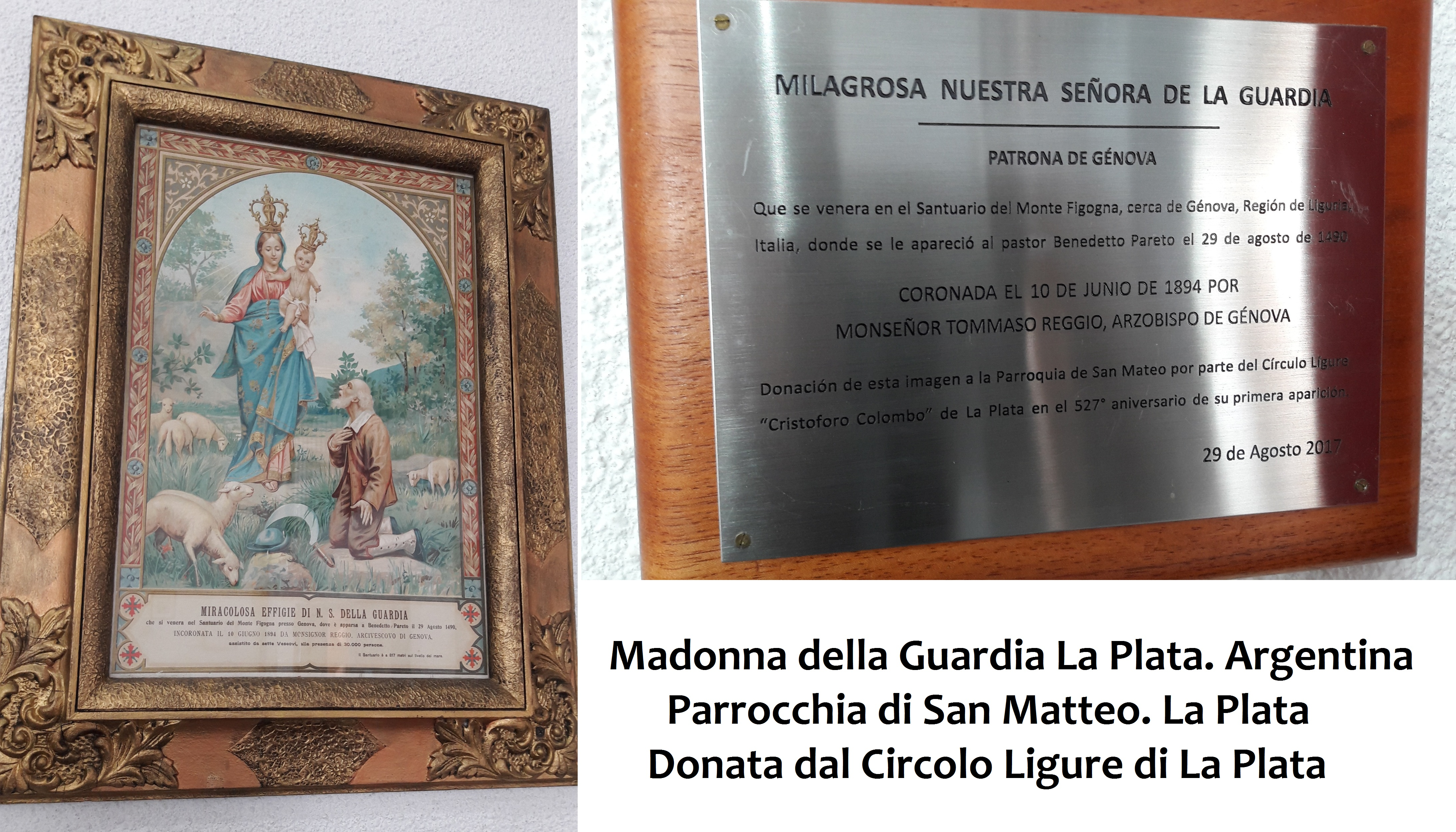
Madonna della Guardia nella città di La Plata, Argentina. Parrocchia di San Matteo. Immagine donata dal Circolo Ligure di La Plata
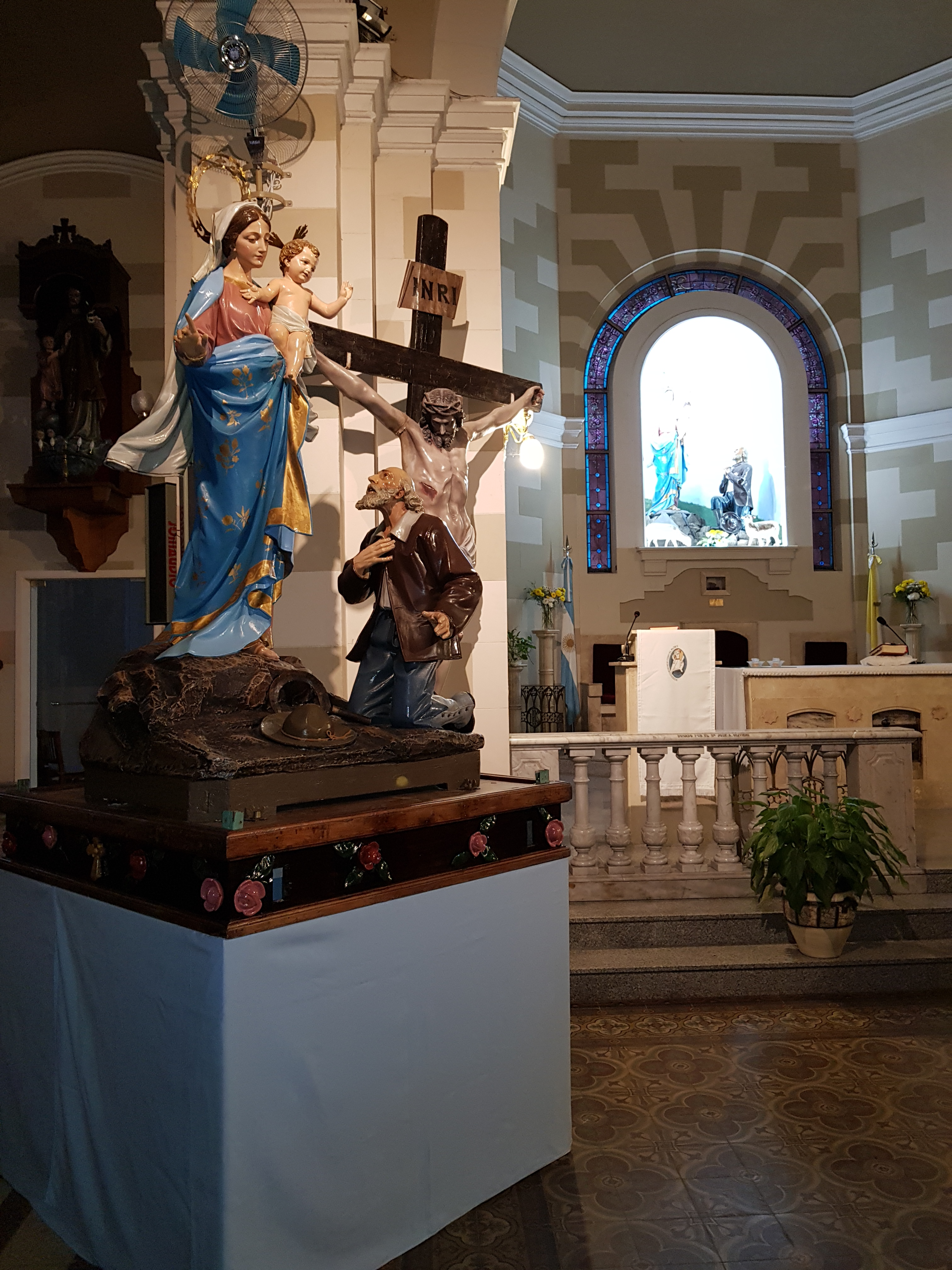
Madonna della Guardia, città di Rosario, Argentina